# 瓣萼杜鹃
瓣萼杜鹃（学名：Rhododendron catacosmum）为杜鹃花科杜鹃花属下的一个种。

## 扩展阅读
- 維基物種上的相關：瓣萼杜鹃